# Albert Pallarés
Albert Pallarés (n. Benicasim, Castellón, 1965) es un ilustrador e historietista español.

## Biografía
Comenzó a dibujar en la edición castollonense del diario El Mundo. 
Es autor de un libro infantil titulado El Toll és de tots y ha ilustrado otros como El detectiu camaperdiu, En quin cap cap?, Pere Rodamón a l'aparell!, La formiga cubana y La xiqueta del Benicadell. También ha publicado el libro de dibujos humorísticos La tira de Pallarés.
En Barcelona comienza a trabajar para la revista El Jueves con las series Baldomero, madurito, feo y sin dinero y posteriormente Olegario Gandaria, profesor de secundaria, posteriormente recopiladas en álbumes. 
Actualmente publica en la edición catalana de El Mundo y en las revistas El Ciervo y la citada El Jueves.
- Datos: Q8193398